# Эксперимент Розенхана

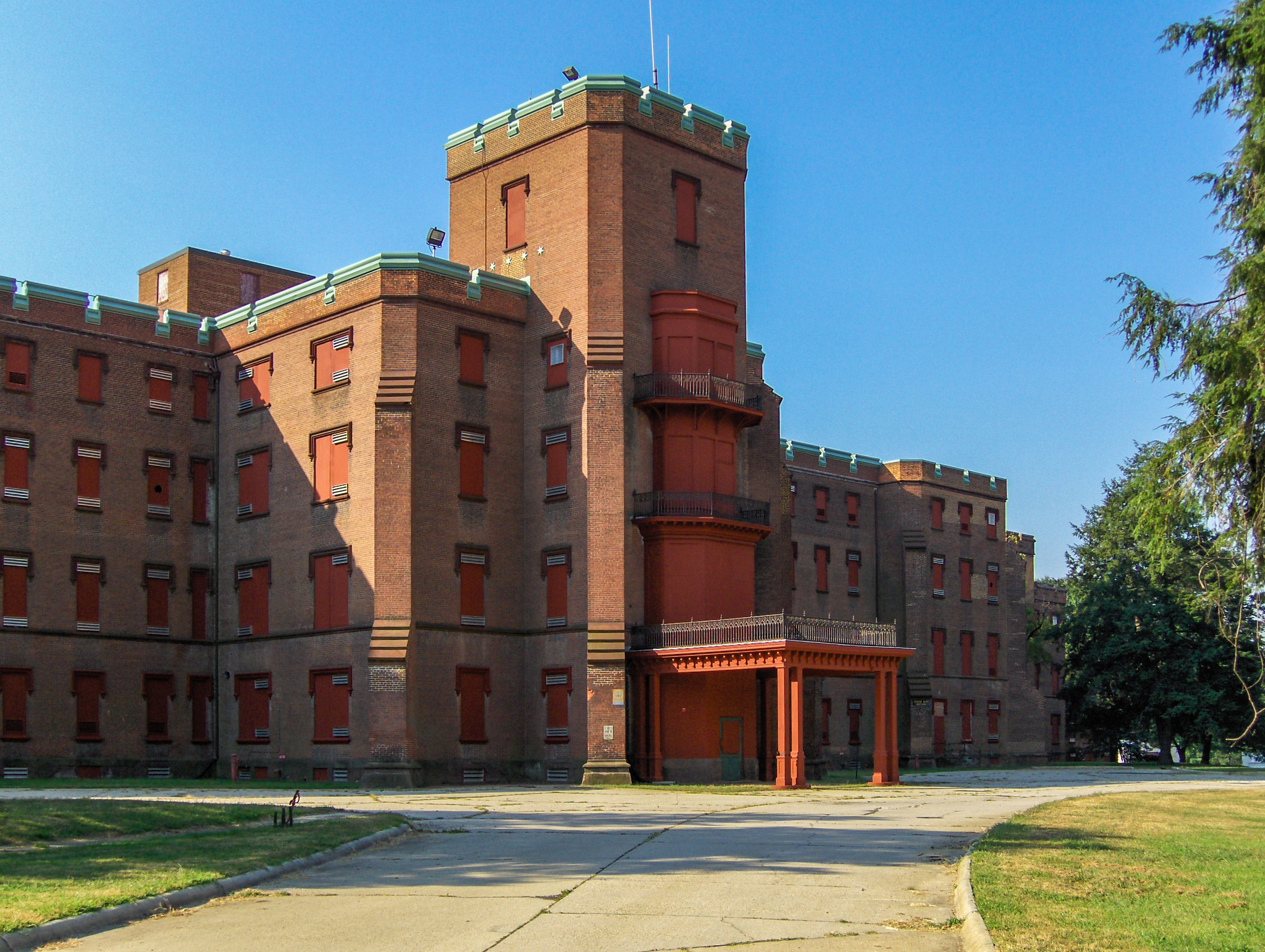
Психиатрическая больница Святой Елизаветы, Вашингтон, одно из мест проведения эксперимента Розенхана (в настоящее время здание заброшено)

Эксперимент Розенхана (англ. Rosenhan experiment) — известный эксперимент, проведённый в 1973 году в США психологом Дэвидом Розенханом и поставивший под сомнение надёжность психиатрической диагностики. По его результатам Розенхан опубликовал статью «Психически здоровые на месте сумасшедших» (англ. On being sane in insane places) в журнале Science, которая стала важной критикой субъективности психиатрических диагнозов.
Эксперимент Розенхана проходил в два этапа. Первый этап включал привлечение психически здоровых «псевдопациентов», которые симулировали наличие непродолжительных слуховых галлюцинаций с целью попасть в 12 различных психиатрических больниц, расположенных в пяти различных американских штатах. Все они были госпитализированы, и у всех были выявлены психические расстройства. После госпитализации псевдопациенты вели себя адекватно и сообщали персоналу о том, что чувствуют себя хорошо и уже не испытывают никаких галлюцинаций. Тем, кто работал в больнице, не удалось выявить ни одного псевдопациента, и они, напротив, полагали, что у всех псевдопациентов обнаруживается симптоматика протекающего психического заболевания. Некоторые из них провели в условиях изоляции несколько месяцев. Всех их заставили признать наличие психического заболевания и согласиться принимать антипсихотические препараты — это было условием их выхода из психиатрической больницы.
Второй этап эксперимента состоял в том, что перед персоналом психиатрической больницы ставили задачу выявить симулянтов. Персонал ошибочно принял за симулянтов 41 реального больного (при этом Розенхан никого в клинику не отправлял).
Этот эксперимент дал основание сделать следующий вывод: «Очевидно, что в психиатрических больницах мы не можем отличить здоровых от нездоровых», а также продемонстрировал опасности, связанные с необоснованной стигматизацией и нивелированием личности в психиатрических учреждениях. Эксперимент Розенхана сформировал мнение, что осознанию и решению социально-психологических проблем, выявленных посредством этого эксперимента и свойственных психиатрическим учреждениям, могут способствовать обучение их работников и создание общественных служб психиатрической помощи, для которых работа с психическими и поведенческими отклонениями была бы приоритетнее задачи выставить психиатрический диагноз.

## Эксперимент с привлечением псевдопациентов
Сам Розенхан и семь его психически здоровых коллег, которых условно назвали «псевдопациентами», пытались попасть в психиатрические больницы, добиваясь приёма у врача и сообщая о симулируемых слуховых галлюцинациях. Работникам больницы ничего не было известно о проведении данного эксперимента. Группу псевдопациентов составляли три психолога, педиатр, психиатр, художник и домохозяйка; восьмым добровольцем был сам Розенхан. Ни на кого из них истории болезни в психиатрической больнице не имелось. Псевдопациенты пользовались псевдонимами, и тех из них, кто работал в области психиатрической помощи, трудоустроили на фиктивную работу в другой сфере, чтобы избежать возможных проблем, связанных с психиатрическим лечением или наблюдением. За исключением вымышленных имён и сведений о трудоустройстве, все предоставляемые в последующем биографические сведения были достоверными.
При предварительном психиатрическом освидетельствовании каждый псевдопациент сообщал, что слышит принадлежащие людям его же пола голоса, которые зачастую неразборчивы, но произносят, как ему кажется, слова «пустой», «полый», «стук» (англ. empty, hollow, thud) и ничего больше. Эти слова были выбраны ввиду того, что отчасти содержали признаки определённого экзистенциального кризиса, а опубликованной литературы, которая позволила бы считать эти проявления симптомами психоза, не было. Ни о каких других симптомах психических расстройств не сообщали. Оказавшись в психиатрических больницах, пациенты прекращали симулировать галлюцинации, в больницах они не предъявляли жалоб и вели себя как полностью здоровые люди. Полученные после эксперимента больничные записи указывают на то, что все псевдопациенты характеризовались персоналом как дружелюбные и отзывчивые.
Все они были госпитализированы в 12 находящихся в разных районах Соединённых Штатов психиатрических больниц, в том числе в обветшавшие и скудно финансируемые государственные больницы в сельских районах, городские больницы, находившиеся в ведении университетов и пользовавшиеся заслуженной известностью, а также одну частную больницу, где лечение было платным и недешёвым. Несмотря на то, что предъявлялись жалобы на одни и те же симптомы, 11 псевдопациентам, госпитализированным в государственные психиатрические больницы, был выставлен диагноз «шизофрения», а одному пациенту, принятому в частную больницу, выставили диагноз, внушавший больший оптимизм при более обнадёживающем клиническом прогнозе, — «маниакально-депрессивный психоз». Сроки пребывания псевдопациентов в психиатрических больницах варьировались от 7 до 52 дней и в среднем составляли 19 дней, псевдопациенты подвергались медикаментозному лечению. Все они были выписаны с диагнозом «шизофрения в стадии ремиссии», который Розенхан принимает за доказательство того, что психическое заболевание воспринимается скорее как необратимое состояние, чем как излечимое заболевание, из-за чего создаётся пожизненная стигма.
Несмотря на то, что регулярно и открыто велись детальные записи, касавшиеся особенностей поведения персонала и пациентов, персонал больниц не выявил среди псевдопациентов ни одного симулянта, тогда как многим другим пациентам тех же психиатрических больниц, по-видимому, удавалось распознать в них симулянтов. При первых трёх госпитализациях 35 пациентов высказали подозрение, что псевдопациенты здоровы, и догадку, что эти пациенты являются исследователями или журналистами, проводящими в больнице исследование.
Перед псевдопациентами ставили задачу покинуть больницу самостоятельно, добившись, чтобы их выпустили из стен учреждения, хотя был нанят юрист, с которым можно было связаться в экстренных ситуациях, если станет ясно, что псевдопациентов не выпустят из психиатрического стационара по их первому требованию. Сразу после госпитализации и освидетельствования псевдопациенты лишились возможности покинуть психиатрическую больницу до тех пор, пока в присутствии психиатров не признали себя психически больными и не согласились принимать антипсихотические препараты, которые, впрочем, выкидывали в унитаз. Никто из персонала не заметил, что псевдопациенты выбрасывали в унитаз выдававшиеся им препараты. Псевдопациенты сообщали, что реальные пациенты делали то же самое.
По утверждению Розенхана и других псевдопациентов, в психиатрической больнице их мучили непреодолимое ощущение утраты себя, бесцеремонное вторжение в их личное пространство и тоска. Их вещи выборочно проверяли, и эти проверки нередко происходили, когда псевдопациенты отлучались в туалет. По словам псевдопациентов, персонал, несмотря на свою порядочность, в основном относился к пациентам как к вещам и не придавал значения их личности, зачастую подробно обсуждая пациентов в их присутствии, как будто их рядом не было, и избегая прямых контактов с пациентами, кроме тех случаев, когда непреложно требовалось исполнить формальные обязанности. Некоторые лица из обслуживающего персонала были склонны к грубым действиям и высказываниям в отношении пациентов, когда другие работники отсутствовали. Один врач сказал своим студентам о группе уставших пациентов, стоявших у столовой в ожидании ланча, что они испытывают психиатрические симптомы «повышенной оральной чувствительности». Контакт с врачами в среднем длился 6,8 минуты в день.
Все действия и высказывания псевдопациентов воспринимались персоналом через призму представлений о психическом заболевании. Больничные записи свидетельствуют о том, что персонал рассматривал поведение псевдопациентов исключительно в психиатрических нозологических категориях. Например, некая медсестра обозначила то, что один псевдопациент делает записи, как графоманию и сочла это проявлением патологии. Биографическим сведениям, предоставленным пациентами и не содержащим признаков патологии, в больничных записях придали новый вид — согласно тому, что было известно о шизофрениках из некогда господствовавших теорий об этиологии шизофрении. На основании полученных результатов Розенхан сделал следующий вывод:

…Данные свидетельствуют об огромной роли стигматизации в психиатрической диагностике. Нет ничего, что единожды заклеймённый шизофреником псевдопациент может сделать, чтобы преодолеть эту стигму. Стигма основательно окрашивает впечатления других о нём и его поведении.
Оригинальный текст (англ.)…The data speak to the massive role of labeling in psychiatric assessment. Having once been labeled schizophrenic, there is nothing the pseudopatient can do to overcome the tag. The tag profoundly colors others’ perceptions of him and his behavior.

## Эксперимент без привлечения псевдопациентов
Данный эксперимент Розенхан поставил в хорошо известной больнице, располагавшей собственной исследовательской и учебной базой. Её работники были ознакомлены с результатами предыдущего эксперимента, но утверждали, что в их учреждении подобные ошибки повториться не могут. Розенхан договорился с этими людьми о том, что до истечения трёх месяцев в психиатрическую больницу попытаются попасть один или несколько из псевдопациентов, чтобы оценка каждого пришедшего пациента производилась с учётом вероятности, что он может быть симулянтом. Среди 193 пациентов сочли симулянтами 41 человека и ещё 42 человека заподозрили в симуляции. В действительности, однако, Розенхан вообще не направлял в эту больницу псевдопациентов, и все пациенты, заподозренные персоналом в симуляции, на самом деле были больными. На основании полученных результатов был сделан вывод о том, что «никакая диагностика, которая слишком легко приводит к значительным ошибкам данного рода, не может быть очень надёжной». В исследованиях других специалистов получены аналогичные результаты, свидетельствующие о ненадёжности психиатрической диагностики.

## Похожие эксперименты
В 1887 году журналистка Нелли Блай симулировала сумасшествие с целью попасть в женский сумасшедший дом на острове Блэквелл (ныне остров Рузвельта, в Нью-Йорке, США) для расследования жестокого обращения с пациентками клиники. Симулировав душевную болезнь и амнезию и обманув нескольких докторов, Блай добилась своего и провела десять дней в лечебнице, чтобы позже выступить с разоблачительной статьёй об ужасающих условиях, в которых существуют пациентки лечебницы, об издевательствах персонала и о том, что часть пациенток явно попала туда по ошибке. Статья стала сенсацией и привела к тому, что положением в лечебницах такого рода заинтересовалась не только общественность, но и власти, существенно увеличив бюджет Департамента общественной благотворительности и исправительных учреждений.
В 1965 году Морис Темерлин разделил 25 психиатров на две группы и предложил им прослушать голос актёра, изображавшего психически здорового человека. Одной группе сообщили, что актёр — «очень интересный человек, поскольку он выглядит как невротик, но фактически является психотиком», а другой группе не сказали ничего. Шестьдесят процентов участников первой группы выставили ему диагноз «психоз», причём в большинстве случаев выставили шизофрению. Однако в контрольной группе подобные диагнозы не выставил никто.
В 1988 году Лоринг и Пауэлл раздали 290 психиатрам текст клинического интервью, сообщив половине из них, что пациент был чернокожим, а второй половине, что пациент был белым. Исследователи пришли к выводу, что «врачи, по-видимому, приписывают агрессию, склонность к подозрениям и опасность клиентам с чёрным цветом кожи, даже в случае, когда результаты исследований их истории болезни не отличаются от истории болезни белых пациентов».
В 2008 году посвящённая науке программа Би-би-си «Horizon» провела похожий эксперимент под названием «Насколько вы сумасшедший?», проходивший в два этапа. В эксперименте принимали участие десять человек: пять тех, у кого ранее были диагностированы различные психические отклонения, и пять тех, у кого не было психиатрических диагнозов. Все 10 человек прошли обследование у трёх экспертов по психиатрической диагностике, задачей которых было выявить пять человек с психическими отклонениями. Двум из десяти пациентов эксперты поставили правильный диагноз, одному пациенту — неправильный и ошибочно сочли двух здоровых пациентов людьми, имеющими проблемы с психическим здоровьем.
В 2009 году журналист Анас Аремайоу Анас расследовал работу психиатрического госпиталя в городе Аккра, столице африканского государства Гана, притворяясь пациентом (3 недели в мужском отделении), торговцем, пекарем, водителем такси. Он описал воровство персонала, пренебрежение жалобами пациентов и даже невнимание к их критическому состоянию, жестокое обращение с больными, торговлю наркотиками. В другой своей статье Анас обрушился с критикой на организаторов «альтернативного» лечения психических расстройств, устраивающих «молельные лагеря» и предлагающих пациентам терапию, основанную на шаманских «традициях предков».

### Нидерланды
В 2009 году «Нью-Йорк Таймс» сообщила о практике использования специально подготовленных псевдопациентов для исследования работы одной из психиатрических больниц в Нидерландах. Особенность проекта в том, что он носит официальный характер: врачей клиники заранее предупреждают о возможности такого исследования, псевдопациенты имеют на себе видеокамеры и микрофоны, передающие данные в «центр управления».
В 2010 году ожидалось расширение программы, предполагалось, что она охватит также 3—5 других клиник. Реакции на данный эксперимент, как описано в статье, ожидаемо разнились. Профессор медицины из Гарвардского университета и специалист по медицинской этике Джеймс Сабин говорил, что эта тактика «поможет врачам понять, каково приходится их пациентам». Артур Лазарус, психиатр с большим стажем работы, в июльском номере Psychiatric Services оставил положительный комментарий относительно подобных проектов.
С другой стороны, социальный работник Мелисса Миллер считала, что «в данной сфере и так достаточно сдержек и противовесов» и не следует «излишним образом вторгаться» и нарушать доверительные отношения врач — пациент. Профессор клинической психологии Ричард Бенталл высказал «осторожное одобрение» проекта.

## Ответная реакция
Розенхан опубликовал свои результаты в журнале Science с целью подвергнуть критике ненадёжность психиатрической диагностики, недопустимый и унизительный характер психиатрической помощи, который в полной мере ощутили на себе испытуемые, принявшие участие в данном исследовании. Его статья вызвала бурную полемику.
Многие защищали психиатрию, доказывая, что поскольку психиатрическая диагностика широко полагается на сообщения пациентов о своих симптомах, их симуляция является показателем ненадёжности психиатрической диагностики не в большей мере, чем симуляция симптомов других заболеваний. В данном ключе в 1975 году ответил на критику, вызванную исследованием Розенхана, главный автор классификации психических расстройств (DSM-IV) психиатр Роберт Спитцер:

Если бы я выпил литр крови и, скрыв это, с кровавой рвотой явился в отделение экстренной медицинской помощи любой больницы, то поведение персонала было бы вполне предсказуемым. Если бы они мне поставили диагноз и назначили лечение, как при язве желудка, вряд ли бы я смог убедительно доказать отсутствие у медицинской науки знаний о диагностике этого заболевания.
Оригинальный текст (англ.)If I were to drink a quart of blood and, concealing what I had done, come to the emergency room of any hospital vomiting blood, the behaviour of the staff would be quite predictable. If they labelled and treated me as having a peptic ulcer, I doubt I could argue convincingly that medical science does not know how to diagnose that condition.